# Benedictus Johannis Orosander
Benedictus Johannis Orosander, var en svensk präst och skolmästare. 

## Biografi
Orosander blev 1575 student vid Uppsala universitet och sedan i Wittenberg. Han blev magister där 1580. 1580 blev han rektor i Söderköping och kyrkoherde i Tåby församling, Tåby pastorat. 1585 blev han rektor vid Katedralskolan i Linköping och 1592 penitentiarie.

### Familj
Orosander var gift och de fick sonen Benedictus och en dotter.